# Thomassique
| \| Thomassique \| |
| Thomassique       |

| Thomassique |

Thomassique [tɔmaˈsik] (Haitianisch-Kreolisch Tomasik) ist ein haitianisches Dorf im Département Centre. Das Dorf hat 3260 Einwohner und liegt unweit der Grenze zur Dominikanischen Republik. Sie liegt 19 Kilometer vom Hauptort Hinche entfernt. Angebaut werden Zitruspflanzen, Baumwolle und Zuckerrohr. Außerdem betreibt man Viehzucht, Bienenzucht und Baumwollenverarbeitung.
Koordinaten: 19° 5′ N, 71° 50′ W